# 데이브 코긴
데이브 코긴(Dave Coggin, 1976년 10월 30일 ~ , 캘리포니아주 코비나)은 2000년부터 2002년까지 필라델피아 필리스에서 뛴 투수이다.